# En natt i hamn
En natt i hamn (originaltitel: The Docks of New York) är en amerikansk stumfilm från år 1928, regisserad av Josef von Sternberg.

## Rollista (i urval)
- George Bancroft – Bill Roberts
- Betty Compson – Mae
- Olga Baclanova – Lou (Bill's hustru)
- Clyde Cook – 'Sugar' Steve (Bill's kompis)
- Mitchell Lewis – Andy (den tredje ingenjören)
- Gustav von Seyffertitz – 'Hymn Book' Harry
- Richard Alexander – Lou's älskling (okrediterad)